# Hathor
U egipatskoj mitologiji, Hathor (Hator) je božica ljubavi, ljepote, glazbe i sreće. Predstavlja ju se u obliku žene s kravljim rogovima ili hijeroglifskim znakom na glavi. Hathor je čarobnica koju se ponekad predstavlja i u obliku krave. Grčki joj je pandan Afrodita. Izvorno je bila personifikacija Mliječne staze, naše galaktike. 

## Mitovi
Hathor je nastala iz Raovog oka te mu je najdraža kći. Ona je drevna božica, štovana veoma davno, u liku svete krave, te sliči Bat.
Tijekom pobune ljudi protiv Ra, Hathor je bila osvetnica. Ljudi su mislili da je Ra prestar da bi bio kralj. Tada reče Ra Nunu (prvom oceanu): "Najstariji među bogovima od koga postadoše bogovi. Gle, ljudi stvoreni od oka moga smisliše zla djela protiv mene i bogova. Čekao sam, nisam ih ubio, prije nego što čujem riječi vaše o tome." Reče tada Njegovo Veličanstvo Nun: "Sine moj, Ra, ti si bog veći od onoga što ga je stvorio i onih koji ga stvoriše! Tvoje je prijestolje snažno, veliki je strah među ljudima od Tebe zavladao. Neka tvoje oko kazni one koji te uvrijediše!" I slože se tada svi bogovi i božice (bili su to Geb, Nut, Šu i Tefnut) i rekoše oni Ra: "Veliki Ra, pobjegoše ljudi od Tebe u pustinju, njihova su srca u strahu. Pošalji oko svoje da uništi one koji smisliše zlo protiv Tebe, neka ono siđe u obliku Hathor."
Hathor siđe i pretvori se u groznu lavicu Sekhmet, koja donosi kugu i bolest. Ali, Ra je zaustavio Sekhmet te su ljudi preživjeli. Hathor se poslije udala za Horusa i rodila mu 4 sina.

## Opis
Hathor je bila i božica zapada i pijanstva. Dočekivala je duše mrtvih u podzemlju. Najviše je štovana u Denderi. Hathor je solarna božica, božica neba i pramora, ali i božica stranih zemalja, božica žena, svečanosti itd. Ona je zaštitnica Sinaja, bakra i tirkiza. Kultni centar je Dendera, ali ima i starijih centara kao što su Deir-el-Medina, Megara i Serabit-el-Kadim na Sinaju. U Memfisu je štovana kao božica zagrobnog života, koja pokojnika ponudi pićem i hranom. Po mitu je tijelo svog brata, mrtvog Ozirisa sakrila u sikomori (ponekad se mislilo da je Ozirisova sestra).
U Tebi je poštovana kao zaštitnica tebanske nekropole, kao gospodarica zapada. U nekim oblicima je vrlo slična Izidi. Prikazuje se antropomorfno kao žena, koja u ruci može da drži zvečku, struk lotosa, žezlo, a i često se prikazuje u haljini crvene ili tirkizne boje ili u dvobojnoj (tirkizno - crvenoj), na glavi ima kapu u obliku krila kraguja s postoljem na kojem su rogovi sa Sunčevim diskom. Predstavlja se i u životinjskom obliku, kao govedo s diskom među rogovima. Na nekim prikazima božica sa Suncem na glavi je zapravo Izida, primjerice u grobnici Horemheba, gdje je naslikana "Izida-Hathor" (slično Amon-Ra). U Novom kraljevstvu će se čak prikazivati s kravljom glavom. Kad se željela napraviti razlika između nje i Izide, Hathor bi nosila hijeroglif za zapad, jer je božica zapada. U jednom mitu postoji sedam Hathorinih krava koje čovjek može štovati u Duatu.

## Vanjske poveznice
|  | Zajednički poslužitelj ima još gradiva o temi Hathor |